# Woodstock (Minnesota)
Woodstock è un comune degli Stati Uniti d'America, situato nello Stato del Minnesota, nella Contea di Pipestone.